# 노스서머싯

노스서머싯의 위치

노스서머싯(영어: North Somerset)은 잉글랜드 서머싯주에 위치한 단일 자치구로 중심 도시는 웨스턴슈퍼메어이며 면적은 374.68km2, 인구는 208,154명(2014년 기준)이다. 1996년 4월 1일에 신설되었다.